# 약목초등학교
약목초등학교는 대한민국 경상북도 칠곡군 약목면 복성리에 있는 초등학교다.

## 학교 연혁
- 1922년 11월 1일 복성공립보통학교 개교
- 1938년 4월 1일 복성공립심상소학교 (교명 변경)
- 1941년 4월 1일 복성공립국민학교 (교명 변경)
- 1945년 11월 1일 약목국민학교 (교명 변경)
- 1981년 3월 1일 병설유치원 개원
- 1995년 6월 1일 체육관 및 급식소 준공
- 1996년 3월 1일 약목초등학교 교명 변경
- 2015년 3월 1일 약목 역사관 개관
- 2016년 2월 17일 제92회 졸업식 (졸업생 60명) 총 졸업생 15,264명
- 2016년 3월 1일 14(특수 1포함)학급 편성
- 2016년 9월 1일 제38대 정기철 교장 부임

## 학교 상징
- 교화 - 목련 : 우아한 모습과 독특한 향기는 사랑과 밝고 맑은 아름다움을 상징한다. 꽃잎은 긴 타원형의 모양과 꽃이 지고 잎이 피어 나뭇잎은 싱싱하고 우아한 자태를 뽐내기도 한다. 흰색의 꽃은 백의민족을 상징하는 우리의 민족성을 나타내기도 한다.
- 교목 - 은행나무 : 은행나무과에 딸린 낙엽교목으로 큰 키에 웅장한 자태와 하늘 높이 치솟은 나뭇가지는 우리에게 씩씩한 기상과 굳은 의지, 무한한 용기를 가지게 해주며, 암수 따로 피는 꽃은 협동을 뜻하고, 식용과 약용으로 널리 쓰이는 열매와 잎은 우리들에게 소금처럼 쓸모있는 사람이 되도록 일러준다.

## 참고 자료
- 약목초등학교 - 한국교육학술정보원 학교알리미